# Anthony Boucher
Anthony Boucher (ˈbaʊtʃər), eigentlich William Anthony Parker White, (* 21. August 1911 in Oakland, Kalifornien; † 29. April 1968 ebenda) war ein amerikanischer Science-Fiction- und Mystery-Autor.

## Leben
Boucher besuchte die University of Southern California und studierte später an der University of California in Berkeley; 1932 B.A., 1934 M.A. in Deutsch. Von seinem Ziel Sprachlehrer/Übersetzer zu werden, kam er ab und wirkte nach dem Zweiten Weltkrieg als Journalist und Literaturkritiker.
Acht Tage vor seinem 57. Geburtstag starb Anthony Boucher an Lungenkrebs.

## Werke
Am 26. März 1945 gründete Boucher zusammen mit Clayton Rawson, Lawrence Treat und Brett Halliday die literarische Vereinigung Mystery Writers of America (MWA). Ab 1951 schrieb er bis zu seinem Tod 1968 die wöchentliche Kolumne „Criminals at Large“ in der New York Book Review und wurde damit zum meistzitierten Kritiker von Kriminalromanen.
Bekannt wurde Boucher für seine Detektivromane und als erster englischsprachiger Übersetzer von Jorge Luis Borges. Er war einer der Autoren der erfolgreichen Radiohörspielserie The New Adventures of Sherlock Holmes, die mit Basil Rathbone und Nigel Bruce als Sprechern die Erlebnisse des von Sir Arthur Conan Doyle geschaffenen Detektivs und seines Partners Dr. Watson weiterspannen.
Zusammen mit J. Francis McComas begründete er 1949 das Science-Fiction-Magazin The Magazine of Fantasy & Science Fiction und fungierte bis 1958 als dessen Herausgeber. Sein Ziel war es, mit dem Magazin die literarische Qualität der Science-Fiction zu fördern. Dafür erhielt er 1957 und 1958 den Hugo Award für das beste professionelle Magazin. Er schrieb seit 1941 Science-Fiction-Geschichten, darunter 1951 seine bekannteste The Quest for Saint Aquin (deutsch: Auf den Spuren des hl. Aquin).

## Auszeichnungen
- 1946 MWA Edgar Award für die Beste Literaturkritik
- 1958 Hugo Award für The Magazine of Fantasy & Science Fiction in der Kategorie „Magazine“
- 1959 Hugo Award für The Magazine of Fantasy & Science Fiction in der Kategorie „Professional Magazine“

Die amerikanische literarische Auszeichnung Anthony Award ist nach ihm benannt.

## Bibliografie
Sister Ursula
- 1 Nine Times Nine (1940)
  - Deutsch: Neun mal neun. Übersetzt von Gerhard und Alexandra Baumrucker. Goldmanns Kriminal-Romane #K. 412, München 1964, DNB 450573273.
- 2 Rocket to the Morgue (1942)

Fergus O’Breen
- The Compleat Werewolf (in: Unknown Worlds, April 1942; auch: The Complete Werewolf, 1999)
  - Deutsch: Professor Wolf. In: Günter M. Schelwokat (Hrsg.): 7 Werwolf-Stories. Heyne-Anthologien #27, 1968.
- Elsewhen (in: Astounding Science-Fiction, January 1943)
- The Pink Caterpillar (in: Adventure, February 1945)
- The Chronokinesis of Jonathan Hull (in: Astounding Science Fiction, June 1946)
- Gandolphus (in: Other Worlds Science Stories, June 1952)

Quinby’s Usuform Robots
- Q. U. R. (in: Astounding Science-Fiction, March 1943)
- Robinc (in: Astounding Science-Fiction, September 1943)
  - Deutsch: Die Androiden der Robinc. In: Die Roboter und wir. Moewig (Terra Sonderband #50), 1962.

Romane
- The Case of the Seven of Calvary (1937)
  - Deutsch: Karussell des Todes. Übersetzt von Georg Kahn-Ackermann. Desch (Die Mitternachtsbücher #246), München, Wien und Basel 1965.
- The Case of the Baker Street Irregulars (1940; auch: Blood on Baker Street: The Case of the Baker Street Irregulars, 1953)
  - Deutsch: Treffpunkt: Baker Street. Übersetzt von Georg Kahn-Ackermann. Desch (Die Mitternachtsbücher #172), München, Wien und Basel 1963.
- The Case of the Crumpled Knave (1948)

Sammlungen
- Far and Away (1955)
- The Compleat Werewolf and Other Stories of Fantasy and Science Fiction (1969)
- Exeunt Murderers: The Best Mystery Stories of Anthony Boucher (1983)
- The Compleat Boucher (1999)

Kurzgeschichten
1927:
- Ye Goode Olde Ghoste Storie (in: Weird Tales, January 1927)

1941:
- Snulbug (in: Unknown Worlds, December 1941)
  - Deutsch: Snulbug. In: Donald R. Bensen (Hrsg.): Straße der Verdammnis. Pabel (Terra Fantasy #66), 1979.

1942:
- The Ghost of Me (in: Unknown Worlds, June 1942)
- The Barrier (in: Astounding Science-Fiction, September 1942; auch: Barrier, 1980)

1943:
- Pelagic Spark (in: Astounding Science-Fiction, June 1943)
- Sanctuary (in: Astounding Science-Fiction, June 1943)
- Sriberdegibit (in: Unknown Worlds, June 1943)
- Expedition (in: Thrilling Wonder Stories, August 1943)
- One-Way Trip (in: Astounding Science-Fiction, August 1943)
- They Bite (in: Unknown Worlds, August 1943)
  - Deutsch: Der Todesbiß. In: Michel Parry (Hrsg.): Raritäten aus des Teufels Küche. Pabel (Vampir Taschenbuch #34), 1976. Auch als: Sie beißen. In: Terry Carr und Martin H. Greenberg (Hrsg.): Traumreich der Magie: Höhepunkte der modernen Fantasy. Heyne Science Fiction & Fantasy #4254, 1985, ISBN 3-453-31262-7.
- We Print the Truth (in: Astounding Science Fiction, December 1943)

1944:
- Summer’s Cloud (in: The Acolyte, Summer 1944)
- The Way I Heard It (in: The Acolyte, Fall 1944)
- Mr. Lupescu (1944)
  - Deutsch: Besser der Teufel, den man kennt – In: Isaac Asimov, Martin H. Greenberg und Joseph D. Olander (Hrsg.): Feuerwerk der SF. Goldmann (Edition '84: Die positiven Utopien #8), 1984, ISBN 3-442-08408-3.

1945:
- Toy Cassowary (in: The Acolyte, #9, Winter 1945)
- The Stripper (in: Ellery Queen’s Mystery Magazine, May 1945)

1949:
- The Scrawny One (in: Weird Tales, May 1949)
  - Deutsch: Der Magere. In: Werner Star (Hrsg.): Luther’s Grusel Magazin 8. Luther Grusel-Magazin #8, 1972.
- Review Copy (in: The Magazine of Fantasy, Fall 1949)
- Footnote to Dunne (in: The Arkham Sampler, Autumn 1949)

1950:
- Transfer Point (in: Galaxy Science Fiction, November 1950)

1951:
- The Quest for Saint Aquin (1951, in: Raymond J. Healy (Hrsg.): New Tales of Space and Time)
  - Deutsch: Auf den Spuren des hl. Aquin. In: Edward L. Ferman (Hrsg.): 30 Jahre Magazine of Fantasy and Science Fiction. Heyne Science Fiction & Fantasy #3763, 1981, ISBN 3-453-30732-1. Auch als: Die Suche nach dem heiligen Aquin. In: Robert Silverberg (Hrsg.): Science Fiction Hall of Fame 2: Die besten Storys 1948-1963. Golkonda (Allgemeine Reihe #156), 2018, ISBN 978-3-944720-56-2.
- Star Bride (in: Thrilling Wonder Stories, December 1951; auch: Starbride, 1955)

1952:
- The Greatest Tertian (1952, in: Groff Conklin (Hrsg.): Invaders of Earth)
- The Anomaly of the Empty Man (in: The Magazine of Fantasy and Science Fiction, April 1952)
- Public Eye (in: Thrilling Wonder Stories, April 1952)
- The Ambassadors (in: Startling Stories, June 1952)
- Nine-Finger Jack (in: Everett F. Bleiler und T. E. Dikty (Hrsg.): The Best Science-Fiction Stories: 1952)
  - Deutsch: Neunfinger-Jack. In: Utopia-Science-Fiction-Magazin, #18. Pabel, 1958.
- The Star Dummy (in: Fantastic, Fall 1952)
- The First (in: The Magazine of Fantasy and Science Fiction, October 1952)

1953:
- The Other Inauguration (in: The Magazine of Fantasy and Science Fiction, March 1953)
- Secret of the House (in: Galaxy Science Fiction, March 1953)
- Conquest (1953, in: Frederik Pohl (Hrsg.): Star Science Fiction Stories No. 2)

1954:
- Balaam (1954, in: Raymond J. Healy (Hrsg.): 9 Tales of Space and Time)

1955:
- Mary Celestial (in: The Magazine of Fantasy and Science Fiction, May 1955; mit Miriam Allen deFord)
- Nellthu (in: The Magazine of Fantasy and Science Fiction, August 1955)
  - Deutsch: Wie ich dich lieb? So laß mich dir erzählen. In: Isaac Asimov, Martin H. Greenberg und Joseph D. Olander (Hrsg.): Feuerwerk der SF. Goldmann (Edition '84: Die positiven Utopien #8), 1984, ISBN 3-442-08408-3.

1958:
- Wizards on a Small Planet (in: Playboy, May 1958)

1960:
- The Empty Man (in: Shock—The Magazine of Terrifying Tales, May 1960)

1970:
- A Shape in Time (1970, in: William F. Nolan (Hrsg.): The Future Is Now)
  - Deutsch: Das nehme ich Ihnen nie und nimmer ab. In: Isaac Asimov, Martin H. Greenberg und Joseph D. Olander (Hrsg.): Feuerwerk der SF. Goldmann (Edition '84: Die positiven Utopien #8), 1984, ISBN 3-442-08408-3.

1972:
- The Tenderizers (in: The Magazine of Fantasy and Science Fiction, January 1972)
- A Kind of Madness (in: Ellery Queen’s Mystery Magazine, August 1972)
- Khartoum: A Prose Limerick (1972, in: Thomas N. Scortia (Hrsg.): Strange Bedfellows)
- Man’s Reach (in: The Magazine of Fantasy and Science Fiction, November 1972)

1983:
- Trick-or-Treat (1983, in: Carol-Lynn Rössel Waugh, Martin H. Greenberg und Isaac Asimov (Hrsg.): 13 Horrors of Halloween; auch: The Ghost with the Gun)
- Design for Dying (in: Ellery Queen’s Mystery Magazine, November 1983)
- Black Murder (1983, in: Anthony Boucher: Exeunt Murderers: The Best Mystery Stories of Anthony Boucher)
- The Catalyst (1983, in: Anthony Boucher: Exeunt Murderers: The Best Mystery Stories of Anthony Boucher)
- Code Zed (1983, in: Anthony Boucher: Exeunt Murderers: The Best Mystery Stories of Anthony Boucher)
- Coffin Corner (1983, in: Anthony Boucher: Exeunt Murderers: The Best Mystery Stories of Anthony Boucher)
- Crime Must Have a Stop (1983, in: Anthony Boucher: Exeunt Murderers: The Best Mystery Stories of Anthony Boucher)
- Death of a Patriarch (1983, in: Anthony Boucher: Exeunt Murderers: The Best Mystery Stories of Anthony Boucher)
- The Girl Who Married a Monster (1983, in: Anthony Boucher: Exeunt Murderers: The Best Mystery Stories of Anthony Boucher)
- Like Count Palmieri (1983, in: Anthony Boucher: Exeunt Murderers: The Best Mystery Stories of Anthony Boucher)
- A Matter of Scholarship (1983, in: Anthony Boucher: Exeunt Murderers: The Best Mystery Stories of Anthony Boucher)
- Mystery for Christmas (1983, in: Anthony Boucher: Exeunt Murderers: The Best Mystery Stories of Anthony Boucher)
- The Punt and the Pass (1983, in: Anthony Boucher: Exeunt Murderers: The Best Mystery Stories of Anthony Boucher)
- QL 696.C9 (1983, in: Anthony Boucher: Exeunt Murderers: The Best Mystery Stories of Anthony Boucher)
- The Retired Hangman (1983, in: Anthony Boucher: Exeunt Murderers: The Best Mystery Stories of Anthony Boucher)
- Rumor, Inc. (1983, in: Anthony Boucher: Exeunt Murderers: The Best Mystery Stories of Anthony Boucher)
- Screwball Division (1983, in: Anthony Boucher: Exeunt Murderers: The Best Mystery Stories of Anthony Boucher)
- The Smoke-Filled Locked Room (1983, in: Anthony Boucher: Exeunt Murderers: The Best Mystery Stories of Anthony Boucher)
- The Statement of Jerry Malloy (1983, in: Anthony Boucher: Exeunt Murderers: The Best Mystery Stories of Anthony Boucher)
- Threnody (1983, in: Anthony Boucher: Exeunt Murderers: The Best Mystery Stories of Anthony Boucher)
- The Ultimate Clue (1983, in: Anthony Boucher: Exeunt Murderers: The Best Mystery Stories of Anthony Boucher)

1999:
- Rappaccini’s Other Daughter (1999, in: The Compleat Boucher; auch: Precis of the Rappaccini Report, 0000)

2015:
- The Adventures of the Bogle-Wolf (2015, in: Otto Penzler (Hrsg.): Sherlock)

Anthologien (als Herausgeber)
Best from F&SF:
- 1 The Best from Fantasy and Science Fiction (1952; mit J. Francis McComas)
- 2 The Best from Fantasy and Science Fiction, Second Series (1953; mit J. Francis McComas)
- 3 The Best from Fantasy and Science Fiction, Third Series (1954; mit J. Francis McComas)
- 4 The Best from Fantasy and Science Fiction, Fourth Series (1955)
- 5 The Best from Fantasy and Science Fiction, Fifth Series (1956)
- 6 The Best from Fantasy and Science Fiction, Sixth Series (1957)
- 7 The Best from Fantasy and Science Fiction, Seventh Series (1958)
- 8 The Best from Fantasy and Science Fiction, Eighth Series (1959)

Treasury of Great Science Fiction:
- 1 A Treasury of Great Science Fiction, Volume One (1959)
- 2 A Treasury of Great Science Fiction, Volume Two (1959)

Heyne-Anthologien (deutsche Ausgaben):
- 20 Science Fiction-Stories. Heyne-Anthologien #2, 1963.
- 16 Science Fiction-Stories. Heyne-Anthologien #5, 1964.